# Хартманн, Бетси
Бетси Хартманн (Betsy (Elizabeth) Hartmann; род. 20 июля 1951) — американский литератор, феминистка. Доктор философии. С 1988 по 2016 год преподавала в Хэмпширском колледже, его эмерит-профессор. Наиболее известна выдержавшей три издания книгой Reproductive Rights and Wrongs: The Global Politics of Population Control (1987, 1995, 2016).
Окончила Йель со степенью бакалавра magna cum laude в области изучения Южной Азии. Степень доктора философии в области Development studies получила в Лондонской школе экономики и политических наук, с диссертацией «Strategic Scarcity: The Origins and Impact of Environmental Conflict Ideas». Публиковалась в International Journal of Health Services, Economic and Political Weekly и др.
Появлялась на CNN, BBC и телевидении Франции, а также часто выступала на радио. Замужем, двое детей и четверо внуков.
Последняя книга — The America Syndrome: Apocalypse, War and Our Call to Greatness (Seven Stories Press/NY, 2017). Три издания выдержала её Reproductive Rights and Wrongs: The Global Politics of Population Control (1987; 1995 {Рецензия в Population and Development Review}; Haymarket Books, 2016 {Рецензия в International Socialist Review}). Соавтор A Quiet Violence: View from a Bangladesh Village (1983), ставшей её первой книгой. Соредактор антологии Making Threats: Biofears and Environmental Anxieties (2005). Также автор политических триллеров The Truth About Fire (2002) и Deadly Election (2007). Первый роман, Fear of the Child, остался неопубликованным.